# Titularbistum Priene
Priene ein Titularbistum der römisch-katholischen Kirche. Es geht zurück auf ein untergegangenes Bistum der antiken und byzantinischen Stadt Priene in Kleinasien. 
| Titularbischöfe von Priene |                               | |                    |                   |
| Nr.                        | Name                          | Amt | von                | bis               |
| 1                          | Antonio Nani (Titularbischof) | | 20. Januar 1727    | 18. April 1742    |
| 2                          | Eligio Pietro Cosi OFM        | 5. Februar 1865–27. September 1870 Apostolischer Koadjutorvikar von Shantung, 27. September 1870–24. Januar 1885 Apostolischer Vikar von Shantung (China) | 5. Februar 1865    | 24. Januar 1885   |
| 3                          | Anthony Gaughren OMI          | Apostolischer Vikar von Orange River (Südafrika) | 8. Juni 1886       | 15. Januar 1901   |
| 4                          | Franz Löbmann                 | Apostolischer Vikar von Sachsen und Präfekt in Meißen (Deutschland)                                                                                       | 30. Januar 1915    | 4. Dezember 1920  |
| 5                          | Justo Rivas Fernández         | Weihbischof in Santiago de Compostela (Spanien) | 22. September 1922 | 18. Dezember 1924 |
| 6                          | Pavol Jantausch               | Apostolischer Administrator von Trnava (Slowakei) | 30. Mai 1925       | 29. Juni 1947     |
| 7                          | Antônio de Castro Mayer       | Koadjutorbischof von Campos (Brasilien) | 6. März 1948       | 3. Januar 1949    |
| 8                          | Manuel Dos Santos Rocha       | Weihbischof in Lissabon (Portugal) | 14. März 1949      | 23. März 1956     |
| 9                          | Jacques Le Cordier            | Weihbischof in Paris (Frankreich) | 15. Mai 1956       | 9. Oktober 1966   |